# Carl Gustaf Lundberg
Carl Gustaf Albert Lundberg, född 2 maj 1891 i Stockholm, död 22 december 1956 i Vads församling, Tidans landskommun, var en svensk företagare.
Carl Gustaf Lundberg var son till tjänstemannen Albert Lundberg. Efter examen vid Schartaus handelsinstitut 1910 bedrev han tekniska och merkantila studier i Sverige och utomlands. 1911 blev han VD för Westergötlands Yllefabriks AB, en post han innehade till 1930. Under en för ylleindustrin besvärlig period sammanslogs då flera andra yllefabriker till Svenska Yllekoncernen, med Lundberg som chef och Lundberg lyckades vända lönsamheten. Han innehade även flera förtroendeuppdrag inom branschsammanslutningar, bland annat var han ordförande i Svensk textilfabrikantförening och Ullspinneri- och väveriförening från 1941 samt styrelseledamot i Svenska ylleindustriföreningen från 1940. Lundberg innehade även flera statliga och kommunala uppdrag och var bland annat ordförande i Statens industrikommissions ullproduktionsutredning 1941–1942.